# John Bouz
John Bouz (* 1983 in Sundre/Alberta) ist ein kanadischer Komponist, Pianist und Organist.
Bouz hatte ab dem sechsten Lebensjahr Klavierunterricht bei Dianne Irvine. Später nahm er Violinunterricht und spielte in einer Schulband Trompete. Schließlich war er in Calgary Orgelschüler von Terrence Fullerton. Zudem war er Klavierschüler von Jamie Syer, Janet Hammock und Terrence Dawson und studierte Musiktheorie bei Roman Toi und Robert Rosen. Am Royal Conservatory of Toronto erlangte er den Associate Degree im Fach Klavierspiel.
Bereits seit seiner frühen Kindheit komponierte Bouz überwiegend Klavierwerke. Im Alter von sechzehn Jahren hatte er dreimal Preise beim Alberta Provincial Music Festival gewonnen. Er erhielt den ersten Platz bei der Jean Coulthard Competition und den zweiten Platz beim Wettbewerb für junge Komponisten der Alberta Music Teachers Association und den Murray Weiss Music Award. In seinen Werken für Klavier, Orgel und kammermusikalische Besetzung verwendet er überwiegend serielle und aleatorische Techniken. 2001 spielte Charles Foreman die Uraufführung seines Stückes Eclipse aus seinem Sun Cycle an der University of Calgary; die Aufnahme wurde im gleichen Jahr von der CBC gesendet.
Bouz ist Organist an der katholischen Kirche von Sundre und gab Konzerte an der Orgel der Jack Singer Hall in Calgary.  

## Quelle
- Vox Novus - John Bouz

| Personendaten    | Personendaten                               |
| ---------------- | ------------------------------------------- |
| NAME             | Bouz, John                                  |
| KURZBESCHREIBUNG | kanadischer Komponist, Organist und Pianist |
| GEBURTSDATUM     | 1983                                        |
| GEBURTSORT       | Sundre                                      |